# 淡额黑雀
淡额黑雀（学名：Nigrita luteifronsan）是梅花雀科黑雀属的一种，在非洲分布广泛。其全球活动范围有2,500,000平方千米。分布于安哥拉、喀麦隆、中非共和国、刚果共和国、刚果民主共和国、科特迪瓦、赤道几内亚、加蓬、加纳、利比里亚、尼日利亚、塞拉利昂、多哥和乌干达。该物种的保护状况被评为无危。